# Brian Fitz Count
Brian Fitz Count (c. 1090-1149), también conocido como Brian de Wallingford, fue un prominente noble anglonormando durante el período de la anarquía inglesa y uno de los principales actores durante la guerra civil inglesa (1135–1153) que enfrentó a Esteban de Inglaterra y la emperatriz Matilde, por la corona de Inglaterra. Señor de Wallingford y Abergavenny, sirvió en la corte de Enrique I de Inglaterra y un apoyo incondicional a las reivindicaciones de su hija, la Emperatriz Matilde. Era hijo ilegítimo de Alano IV de Bretaña y Lucie de Ballon. Por lo tanto medio hermano de Conan III de Bretaña, lo que otorgaría a Brian descendencia de la casa ducal bretona.
Brian fue enviado a criarse en la corte del rey Enrique I de Inglaterra. Participó en la batalla de Tinchebray en 1106 y en otros conflictos, ganándose el favor del rey. Brian se hizo amigo íntimo de Roberto de Gloucester, hijo ilegítimo de Enrique I, y ambos mantuvieron una larga y próspera alianza. En 1127, Brian y Roberto fueron elegidos por Enrique para acompañar a su hija, la emperatriz Matilde, a Anjou durante las negociaciones para su matrimonio con Godofredo Plantagenet, conde de Anjou.
A través de su matrimonio con través de ella obtuvo iure uxoris el Honor de Wallingford hacia 1127. Brian también heredó el castillo y la baronía de Abergavenny en las Marcas Galesas de su tío, Hamelin de Ballon. Ostentaba el honor del castillo de Grosmont, pero no se sabe con certeza por qué derecho. Se lo entregó a Walter de Hereford, hijo de Miles de Gloucester, primer conde de Hereford, alrededor de 1141. Sus extensas propiedades en los condados de Berkshire y Wiltshire se extendían desde Chilterns hasta el Támesis.
Apoyó a la emperatriz Matilde contra el rey Esteban desde 1139. La emperatriz Maud escapó del asedio de Oxford en la noche, rumbo a la seguridad de Wallingford. Aunque las fuerzas de Esteban asediaron repetidamente el castillo de Wallingford, no lograron tomar la fortificación y tuvieron que retirarse. El castillo de Wallingford era el punto más oriental de las defensas angevinas en el valle del Támesis y resistió a las fuerzas del rey Esteban durante más de trece años.
Participó en la primera cruzada, y escribió hacia 1143 una carta a Enrique de Blois, obispo de Winchester, con un resumen del conflicto y una lista de participantes notables: Esteban de Blois, Roberto II de Normandía, Raimundo IV de Tolosa, Bohemundo de Tarento, Roberto II de Flandes, Eustaquio III de Boulogne y finalmente Godofredo de Bouillón citando expresamente que fue elegido rey de Jerusalén, aunque no especifica que resaltaba de su figura frente a los otros nobles.
El destino de Brian es incierto. Se desconoce la fecha de nacimiento y defunción. Se supone que nació en la década de 1090s, ya que sus primera aparición en las cartas reales está fechada en 1114 y su padre ingresó en un monasterio en 1112. 
Tras su muerte, Matilde ingresó como en monja en la abadía de Bec y falleció en la década de 1150. Al no tener herederos, sus tierras y castillos en Inglaterra y Gales volvieron a la Corona a principios del reinado de Enrique II de Inglaterra.

## Herencia
Brian se casó con una heredera inglesa, Maud [Matilde] d'Oyly, viuda de Milo [Miles] Crispin (c. 1046-1085), hijo de Gilbert Crispin de Tillières. Brian y Matilda D'Oyly tuvieron dos hijos que contrajeron lepra y murieron jóvenes, aunque no hay documentos que certifiquen el relato.